# Final Cut Studio
Final Cut Studio era programari per l'edició professional de vídeo dissenyat per Apple per al Mac, únicament disponible per a la plataforma Mac OS X. Es va començar a distribuir l'any 2005, i competia amb Avid Media Composer pel mercat de produccions cinematogràfiques d'alt nivell. És un sistema intuïtiu. Amb ell es podia editar (a més a més de vídeo) so, muntatges, mescles i altres per a després integrar-se a l'arxiu de vídeo final.
L'última versió desenvolupada de Final Cut Studio és la 3. El successor d'aquest paquet d'aplicacions es Final Cut X. El 2011, després del llançament de Final Cut Pro X, Apple va descatalogar Final Cut Studio, Final Cut Express i Final Cut Server. Les seves principals aplicacions, Final Cut Pro, Motion i Compressor, encara es troben disponibles a la Mac App Store i estan en actiu desenvolupament.

## Components
La versió 3 Final Cut Studio es va llançar el 23 de juliol de 2009 i conté sis aplicacions principals i diverses aplicacions més petites utilitzades per l'edició de vídeo. Les aplicacions principals que inclou són:
- Final Cut Pro 7 – edició en temps real per DV, SDTV i HDTV.
- Motion 4 – disseny en temps real de gràfics en moviment.
- Soundtrack Pro 3 – reproduciió i edició avançada de música i àudio.
- DVD Studio Pro 4 – encoding, authoring i creació de DVD professionals.
- Color 1.5 – S'usa per a millorar la qualitat i graduar el color de les pel·lícules, sigui quin sigui el format.
- Compressor 3.5 – Serveix per a crear vídeo de molt bona qualitat, per a poder ser exportat a altres dispositius.

### Aplicacions addicionals també incloses
- Cinema Tools 4.5 – eines específiques pel processament de pel·lícules.
- Qmaster 3 – eina de processament distribuït.

## Història
Final Cut Studio es va presentar a l'Associació Nacional d'Organismes de Radiodifusió (National Association of Broadcasters, en anglès), a l'abril de 2005. És el successor de Production Suite, hi va afegir noves versions de totes les aplicacions de producció pròpia, així com un programa nou, Soundtrack Pro, que en realitat és una nova versió de Soundtrack, anteriorment inclòs amb Final Cut Pro el gener de 2006, Final Cut Studio es va convertir en l'única manera d'adquirir qualsevol de les principals aplicacions individuals. El març de 2006, Apple va llançar la versió binària universal com Final Cut Studio 1.1.

### Historial de versions (Releases)
| Data          | Releases |
| NAB 1999      | Final Cut Pro |
| MWSF 2001     | DVD Studio Pro |
| Març 2001     | Final Cut Pro 2 |
| Desembre 2001 | Final Cut Pro 3 |
| Abril 2002    | Cinema Tools |
| NAB 2002      | DVD Studio Pro 1.5                                                                                                 |
| NAB 2003      | Final Cut Pro 4, DVD Studio Pro 2, LiveType, Soundtrack, Compressor                                                |
| NAB 2004      | Final Cut Pro HD, DVD Studio Pro 3, Motion, LiveType 1.2, Soundtrack 1.2, Compressor 1.2                           |
| August 2004   | Production Suite                                                                                                   |
| NAB 2005      | Final Cut Studio: Final Cut Pro 5, DVD Studio Pro 4, Motion 2, LiveType 2, Soundtrack Pro, Compressor 2            |
| March 2006    | Final Cut Studio released as a Universal application.                                                              |
| NAB 2007      | Final Cut Studio 2: Final Cut Pro 6, DVD Studio Pro 4, Motion 3, LiveType 2, Soundtrack Pro 2, Color, Compressor 3 |
| Juliol 2009   | Final Cut Studio (2009): Final Cut Pro 7, DVD Studio Pro 4, Motion 4, Soundtrack Pro 3, Color 1.5, Compressor 3.5  |
| Juliol 2011   | Final Cut Pro X, Motion 5, Compressor 4                                                                            |